# Квандал, Эйрин Мария
Эйрин Мария Квандал (норв. Eirin Maria Kvandal; род. 12 декабря 2001) — норвежская прыгунья с трамплина, двукратная чемпионка мира 2025 года, бронзовый призёр чемпионата мира (2023), серебряный призёр III Европейских игр 2023 года.

## Спортивная карьера
Квандал представляет норвежский лыжный клуб «Мосьёен». В 2018 и 2019 годах принимала участие в чемпионате мира среди юниоров, завоевала серебряную медаль в смешанной командной эстафете на чемпионате 2019 года. В декабре 2018 года дебютировала на Кубке Континента и дважды попадала в топ-10 в январе и феврале 2020 года.
На Кубке мира Эйрин Мария дебютировала в декабре 2020 года в Рамзау, заняв 33-е место. 24 января 2021 года на нормальном трамплине в Любно норвежка выиграла свой первый этап Кубка мира.
В 2023 году принимала участие в чемпионате мира в Словении. В составе норвежской четвёрки завоевала бронзовую медаль в командном турнире среди женщин. Летом 2023 года в Кракове на III Европейских играх стала обладательницей серебряной медали в соревнованиях смешанных команд.
В сезоне 2023/2024 года в Кубке мира одержала три победы на норвежских этапах в марте 2024 года.
На чемпионате мира 2025 года в Тронхейме в командных соревнованиях с нормального трамплина и в смешанных командных соревнованиях с большого трамплина в составе Норвегии завоевала две золотые медали. В индивидуальных прыжках с большого трамплина стала бронзовым призёром.  